# 두에인 빌로
두에인 아서 빌로(Duane Arthur Below , 1985년 11월 15일 ~ )는 미국 출신의 야구 선수이다. 센트럴 리그 전 요코하마 DeNA 베이스타스의 선수이다.

## 선수 시절
2006년 6라운드에 드래프트되면서 프로 생활을 시작하지만 줄곧 마이너리그에만 머물다 2011년 메이저 리그에 진출한다. 2011년에는 디트로이트 타이거스에서 활약하였다. 2013년 마이애미 말린스와 마이너 계약으로 입단하고 빅리그에 콜업되어 2경기 출전하여 1패를 기록하며 부진으로 인해 강등되었고 이후 방출되었다. 2013년 7월 31일 KIA 타이거즈에 영입된다. 앤서니 르루의 대체 선수으로 활약하게 된다. 2013년 8월 8일 마산 NC 다이노스전에서 한국 무대에 첫 선을 보인다. 선발로 등판해서 6이닝 동안 4피안타 4탈삼진 3볼넷 3실점을 하게 되며 승리투수의 요건을 갖추고 내려왔으나, 불펜 난조로 승리 투수가 되지 못하였고, 가능성을 보여주었다. 2013년 9월 4일 삼성 라이온즈와의 대구 경기에서 5이닝을 무실점으로 막아내며 한국 무대 첫 선발승을 6경기 만에 신고하였다. 하지만 KIA 타이거즈가 정규 시즌 8위로 추락하자 시즌 후 보류선수 명단에서 제외되어 재계약에 실패했다. 미국으로 돌아가 디트로이트 타이거스와 마이너 계약을 맺고 빅리그 승격없이 마이너에서 활동하다가 2015년 7월 3일 일본 프로 야구팀인 요코하마 DeNA 베이스타스에 입단하였다.